# Дреготень
Дреготень, Дреготені (рум. Drăgoteni) — село у повіті Біхор в Румунії. Входить до складу комуни Реметя.
Село розташоване на відстані 389 км на північний захід від Бухареста, 47 км на південний схід від Ораді, 98 км на захід від Клуж-Напоки, 136 км на північний схід від Тімішоари.

## Населення
За даними перепису населення 2002 року у селі проживали 467 осіб, з них 466 осіб (99,8%) румунів. Усі жителі села рідною мовою назвали румунську.